# Corgo (ort)
Corgo är en ort i Spanien.   Den ligger i provinsen Provincia de Lugo och regionen Galicien, i den nordvästra delen av landet, 400 km nordväst om huvudstaden Madrid. Corgo ligger 441 meter över havet och antalet invånare är 4 312.
Terrängen runt Corgo är platt åt nordväst, men åt sydost är den kuperad. Runt Corgo är det ganska glesbefolkat, med 27 invånare per kvadratkilometer. Närmaste större samhälle är Lugo, 12,5 km nordväst om Corgo. Omgivningarna runt Corgo är en mosaik av jordbruksmark och naturlig växtlighet.